# Briosne-lès-Sables
Briosne-lès-Sables è un comune francese di 509 abitanti situato nel dipartimento della Sarthe nella regione dei Paesi della Loira.

## Società

### Evoluzione demografica
Abitanti censiti